# Embellisia annulata
Embellisia annulata är en svampart som beskrevs av de Hoog, Seigle-Mur., Steiman & K.-E. Erikss. 1985. Embellisia annulata ingår i släktet Embellisia och familjen Pleosporaceae.   Inga underarter finns listade i Catalogue of Life.